# 고실
고실(tympanic cavity)은 가운데귀의 뼈를 둘러싼 작은 공간이다. 고막 안에는 소리를 감지하는 데 사용되는 진동을 전달하는 세 개의 작은 뼈인 귓속뼈가 있다.

## 같이 보기
- 가운데귀
- 귓속뼈
- 고실 신경

## 참고 문헌
이 문서는 현재 퍼블릭 도메인에 속하는 그레이 해부학 제20판(1918) page 1037의 내용을 기초로 작성된 글이 포함되어 있습니다.